# 試斬
试斩，又稱据物斬，是古代日本拿秸秆、疊蓆、青竹等物体来测试刀剑耐用程度和实用性的行为，今日已发展为一种日本文化中特有的武术艺术。
试斩在江户时代被称为样斩，当时使用的是罪犯的尸体进行试验。山田浅右卫门是江户时代最著名的试斩者。